# Parasolletje
Het parasolletje (Eutonina indicans) is een hydroïdpoliep uit de familie Eirenidae. De poliep komt uit het geslacht Eutonina. Eutonina indicans werd in 1876 voor het eerst wetenschappelijk beschreven door Romanes. De soort komt wijdverspreid voor in de noordelijke Stille Oceaan van Japan via Alaska tot Santa Barbara, de Beringzee en de Noord-Atlantische Oceaan.